# Cyprian Kamil Norwid

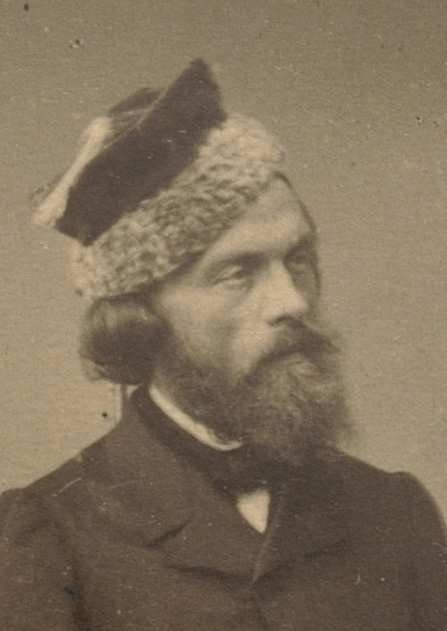

Cyprian Kamil Norwid (Laskowo-Głuchy, Mazovia, Polonia, 24 de septiembre de 1821-París, Francia, 23 de mayo de 1883) fue un poeta, dramaturgo, pintor y escultor de la segunda generación del romanticismo polaco. Escribió muchos poemas célebres en su país, como Fortepian Szopena (“El piano de Chopin”) o Bema pamięci żałobny-rapsod (“Rapsodia de Bem”), asimismo, unos versos suyos tallados en la pared ornan la entrada de la habitación donde murió San Estanislao Kostka, en Sant'Andrea al Quirinale. Tuvo una vida trágica con frecuentes problemas de pobreza, fracaso profesional, amor no correspondido, mala salud y aislamiento social. Vivió casi toda su vida fuera de Polonia.

## Biografía
Nacido dentro del clan Topór, quedó pronto huérfano y junto a su hermano se educó en escuelas de Varsovia. En 1830 dejó los estudios y se inscribió en una academia de pintura. Esta educación irregular e inestable le obligó a ser autodidacta. sus primeras experiencias literarias las tuvo en la revista Piśmiennictwo Krajowe (Escritos de la Nación) donde publicó su primer poema Mój ostatni sonet, (Mi Último Soneto) en 1840.
En 1840 viajó a Dresde para aprender escultura. Posteriormente viajó a Italia y visitó Florencia y Venecia, instalándose en Roma en 1844. Su prometida Kamila rompió su compromiso con él en esta época. Posteriormente conoció a Maria de Nesselrode Kalergis, que se convirtió en su amor perdido. También viajó a Berlín donde participó en conferencias y encuentros con la comunidad polaca local y conociendo a numerosas personas del ámbito intelectual y artístico.
En 1846 fue arrestado y expulsado de Prusia, por lo que se trasladó a Bruselas. Durante las revoluciones de 1848 permaneció en Roma, donde conoció a los intelectuales polacos Adam Mickiewicz y Zygmunt Krasiński.
De 1849 a 1852 vivió en París, ciudad en la que conoció a sus compatriotas Frédéric Chopin y Juliusz Słowacki, así como a Ivan Turgueniev y Alexander Herzen. Aunque consiguió publicar en la revista parisina Goniec polski, las dificultades económicas, rechazos amorosos, malas críticas de su obra y malentendidos políticos le pusieron en una situación calamitosa. Además su salud se deterioraba, sufriendo ceguera y sordera progresivas. 
El 29 de septiembre de 1852 y bajo la protección de Władysław Zamoyski decide emigrar a Estados Unidos, llegando a Nueva York a bordo del barco Margaret Evans el 12 de febrero del año siguiente y durante la primavera obtiene un trabajo bien remunerado en una empresa de artes gráficas. El estallido de la guerra de Crimea le hace considerar el retorno a Europa, para lo que escribe solicitando ayuda a Mickiewicz y a Herzen.
En abril de 1854 regresa a Europa acompañado del príncipe Marcel Lubomirski y se instala en Londres donde gracias a su trabajo como artista consigue ganar suficiente dinero como para trasladarse de nuevo a París donde con ánimo renovado consiguió publicar diversas obras. Norwid mostró un agudo interés en las revueltas del levantamiento de Enero de 1863, en las que, si bien no pudo participar debido a su mala salud, tenía la esperanza de influir mediante su obra. Durante el conflicto, se hallaba estudiando pintura en la misma casa donde vivía Chopin, cuyo piano fue defenestrado por las tropas rusas. Es a raíz de este incidente que escribió el poema “El piano de Chopin”.
En 1866 termina Vade-mecum, una antología poética, la cual pese a sus esfuerzos y numerosos contactos, no fue capaz de publicar. Entre estos contactos se contaba al príncipe Władysław Czartoryski, el cual no concedió a Norwid el préstamo que le había prometido.
En los años posteriores vivió sumido en la pobreza y aquejado de tuberculosis. Su primo Michał Kleczkowski le instaló en la clínica de San Casimiro, en las afueras de París. Pasó sus últimos meses sumido en la tristeza, postrado en cama y sin hablar con nadie.

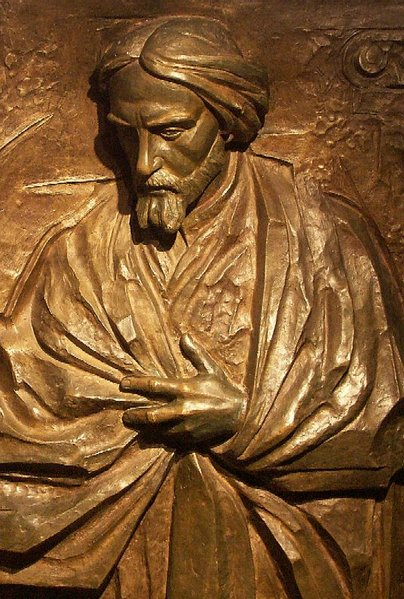
Relieve en bronce de la tumba de la catedral de Wawel, por el escultor Czesław Dźwigaj.

En 2001, 118 años tras su muerte en París, una urna conteniendo tierra de la fosa común donde fue enterrado en el cementerio de Montmercy fue repatriada simbólicamente y sepultada en la "Cripta de los Bardos" de la catedral de Wawel donde descansa junto a otros poetas como Adam Mickiewicz y Juliusz Slowacki.

## Obra
Su estilo original e incorformista, muy adelantado para su época, no fue apreciado durante su vida y debido a ello fue excluido de la alta sociedad. Su obra fue olvidada tras su muerte y sólo fue redescubierta durante el período artístico de la joven Polonia de entre finales del siglo XIX y principios del XX, gracias sobre todo al esfuerzo de Zenon Przesmycki, un crítico y poeta miembro de la Academia Polaca de Literatura. Sus obras selectas Dzieła Zebrane) fueron publicadas en 1968 por Juliusz Wiktor Gomulicki, biógrafo y comentarista de la obra de Norwid y la obra completa, Pisma Wszystkie (Textos de Todo), durante el período 1971-76 que comprende once tomos con toda su obra poética, cartas y reproducciones de su trabajo como pintor y escultor.
Actualmente se le considera uno de los cuatro mejores poetas del romanticismo polaco, si bien ciertos historiadores y críticos consideran su obra adelantada al romanticismo y más propia del clasicismo y parnasianismo. 